# Ferdinand II d'Aumale
Ferdinand II d'Aumale est né en 1238 et mort en 1260. Il est le fils de Ferdinand III de Castille et de Jeanne de Dammartin. Il fut un comte d'Aumale. Il épousa Laure de Montfort dame d'Epernon (morte en 1270), fille d'Amaury VI, comte de Montfort et de Béatrice de Viennois.
Son fils Jean lui succède. 